# Delafield (Wisconsin)
Delafield es una ciudad ubicada en el condado de Waukesha en el estado estadounidense de Wisconsin. En el Censo de 2010 tenía una población de 7.085 habitantes y una densidad poblacional de 247,36 personas por km².

## Geografía
Delafield se encuentra ubicada en las coordenadas 43°4′3″N 88°23′20″O / 43.06750, -88.38889. Según la Oficina del Censo de los Estados Unidos, Delafield tiene una superficie total de 28.64 km², de la cual 24.36 km² corresponden a tierra firme y (14.95%) 4.28 km² es agua.

## Demografía
Según el censo de 2010, había 7.085 personas residiendo en Delafield. La densidad de población era de 247,36 hab./km². De los 7.085 habitantes, Delafield estaba compuesto por el 96.4% blancos, el 0.76% eran afroamericanos, el 0.31% eran amerindios, el 1.33% eran asiáticos, el 0.03% eran isleños del Pacífico, el 0.41% eran de otras razas y el 0.76% pertenecían a dos o más razas. Del total de la población el 3.19% eran hispanos o latinos de cualquier raza.